# Valforêt
Valforêt est une commune nouvelle française résultant de la fusion des communes de Clémencey et Quemigny-Poisot le 1er janvier 2019, située dans le département de la Côte-d'Or en région Bourgogne-Franche-Comté.

## Géographie

### Climat
Pour des articles plus généraux, voir Climat de la Bourgogne-Franche-Comté et Climat de la Côte-d'Or.
En 2010, le climat de la commune est de type climat océanique dégradé des plaines du Centre et du Nord, selon une étude du Centre national de la recherche scientifique s'appuyant sur une série de données couvrant la période 1971-2000. En 2020, Météo-France publie une typologie des climats de la France métropolitaine dans laquelle la commune est exposée à un climat océanique altéré et est dans la région climatique Bourgogne, vallée de la Saône, caractérisée par un bon ensoleillement (1 900 h/an), un été chaud (18,5 °C), un air sec au printemps et en été et des vents faibles.
Pour la période 1971-2000, la température annuelle moyenne est de 10 °C, avec une amplitude thermique annuelle de 16,7 °C. Le cumul annuel moyen de précipitations est de 905 mm, avec 12,2 jours de précipitations en janvier et 8,5 jours en juillet. Pour la période 1991-2020, la température moyenne annuelle observée sur la station météorologique de Météo-France la plus proche, « Marsannay la Cote », sur la commune de Marsannay-la-Côte à 9 km à vol d'oiseau, est de 11,7 °C et le cumul annuel moyen de précipitations est de 803,0 mm,. Pour l'avenir, les paramètres climatiques de la commune estimés pour 2050 selon différents scénarios d'émission de gaz à effet de serre sont consultables sur un site dédié publié par Météo-France en novembre 2022.

## Urbanisme

### Typologie
Au 1er janvier 2024, Valforêt est catégorisée commune rurale à habitat très dispersé, selon la nouvelle grille communale de densité à 7 niveaux définie par l'Insee en 2022.
Elle est située hors unité urbaine. Par ailleurs la commune fait partie de l'aire d'attraction de Dijon, dont elle est une commune de la couronne,. Cette aire, qui regroupe 333 communes, est catégorisée dans les aires de 200 000 à moins de 700 000 habitants,.

## Histoire
La commune est créée au 1er janvier 2019 par un arrêté préfectoral du 21 novembre 2018.

## Politique et administration

### Liste des maires
| Période | Période  | Identité          | Étiquette      | Qualité                                                    |
| ------- | -------- | ----------------- | -------------- | ---------------------------------------------------------- |
| 2019    | en cours | Christian Roussel | Sans étiquette | Maire de Quemigny-Poisot avant la fusion des deux communes |

## Démographie
| Nom               | Code Insee | Intercommunalité                                  | Superficie (km2) | Population (dernière pop. légale) | Densité (hab./km2) |
| ----------------- | ---------- | ------------------------------------------------- | ---------------- | --------------------------------- | ------------------ |
| Clémencey (siège) | 21178      | CC de Gevrey-Chambertin et de Nuits-Saint-Georges | 10,72            | 121 (2016)                        | 11                 |
| Quemigny-Poisot   | 21513      | CC de Gevrey-Chambertin et de Nuits-Saint-Georges | 11,32            | 205 (2016)                        | 18                 |

## Culture locale et patrimoine

### Lieux et monuments
Clémencey : 
- L'église paroissiale Saint-Pierre.
- Le monument aux morts.

Quemigny-Poisot : 
- L'église paroissiale de l'Exaltation de la Sainte-Croix.
- Le monument aux morts.

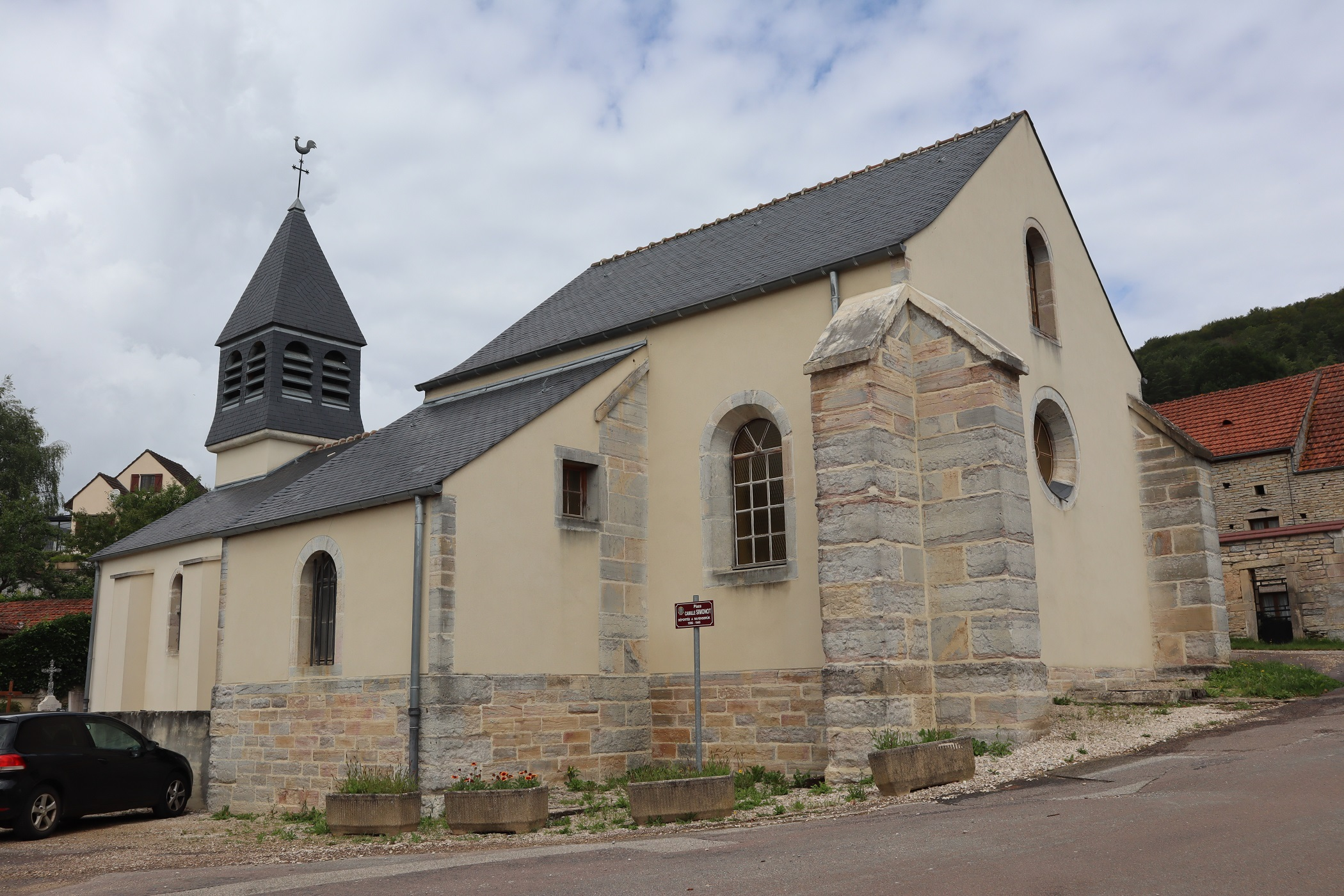
L'église paroissiale Saint-Pierre à Clémencey.
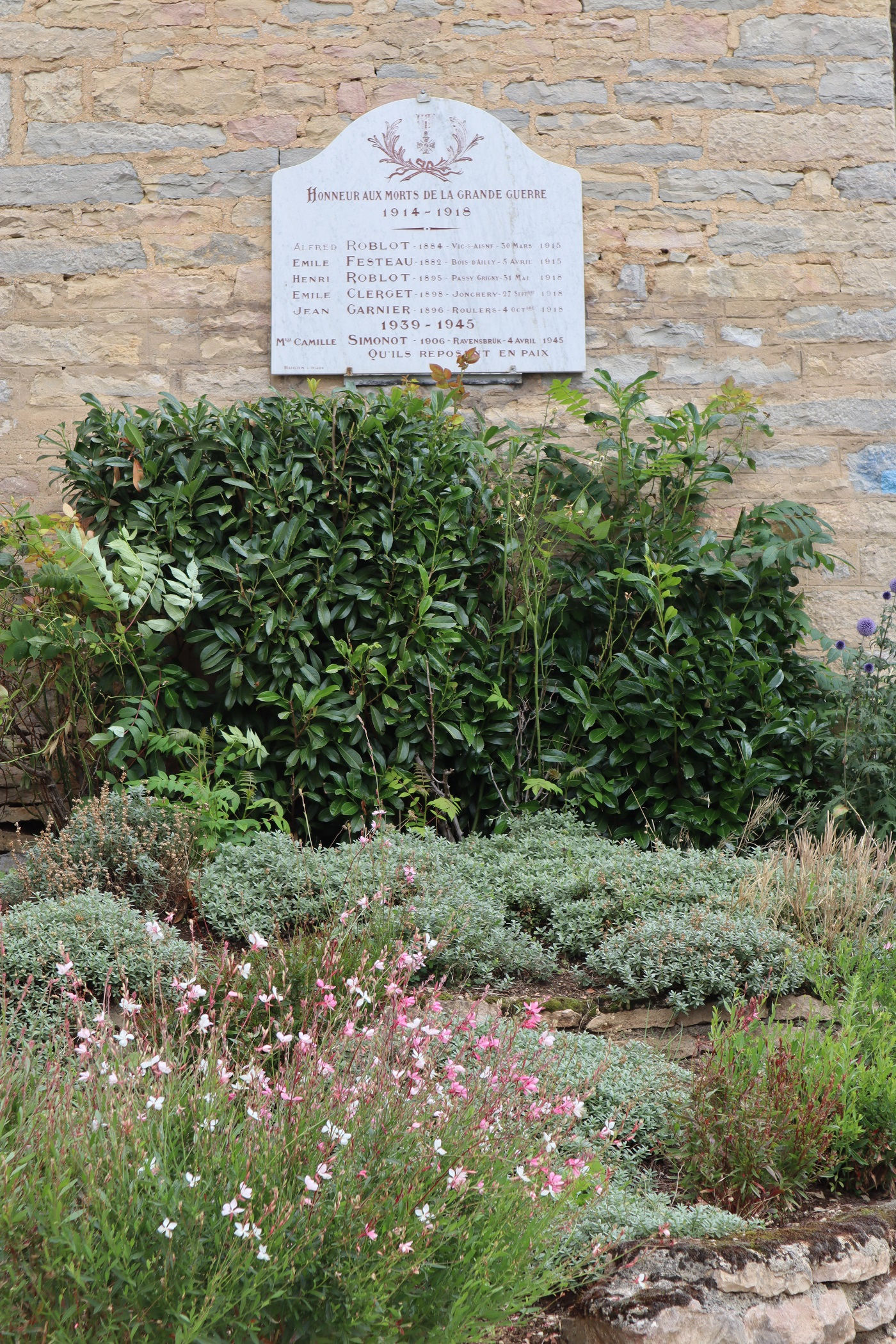
Le monument aux morts de Clémencey.

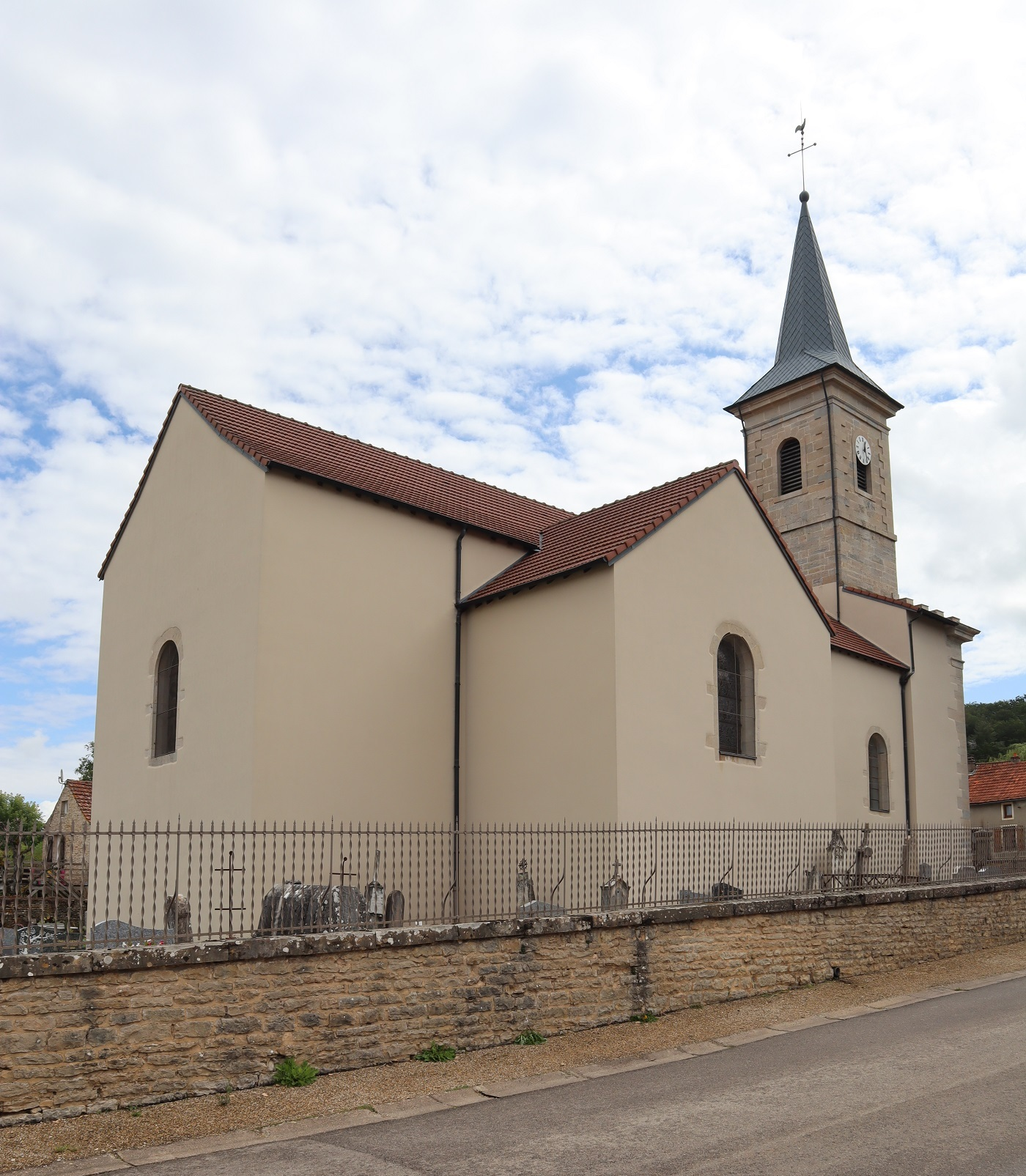
L'église paroissiale de l'Exaltation de la Sainte-Croix à Quemigny-Poisot.
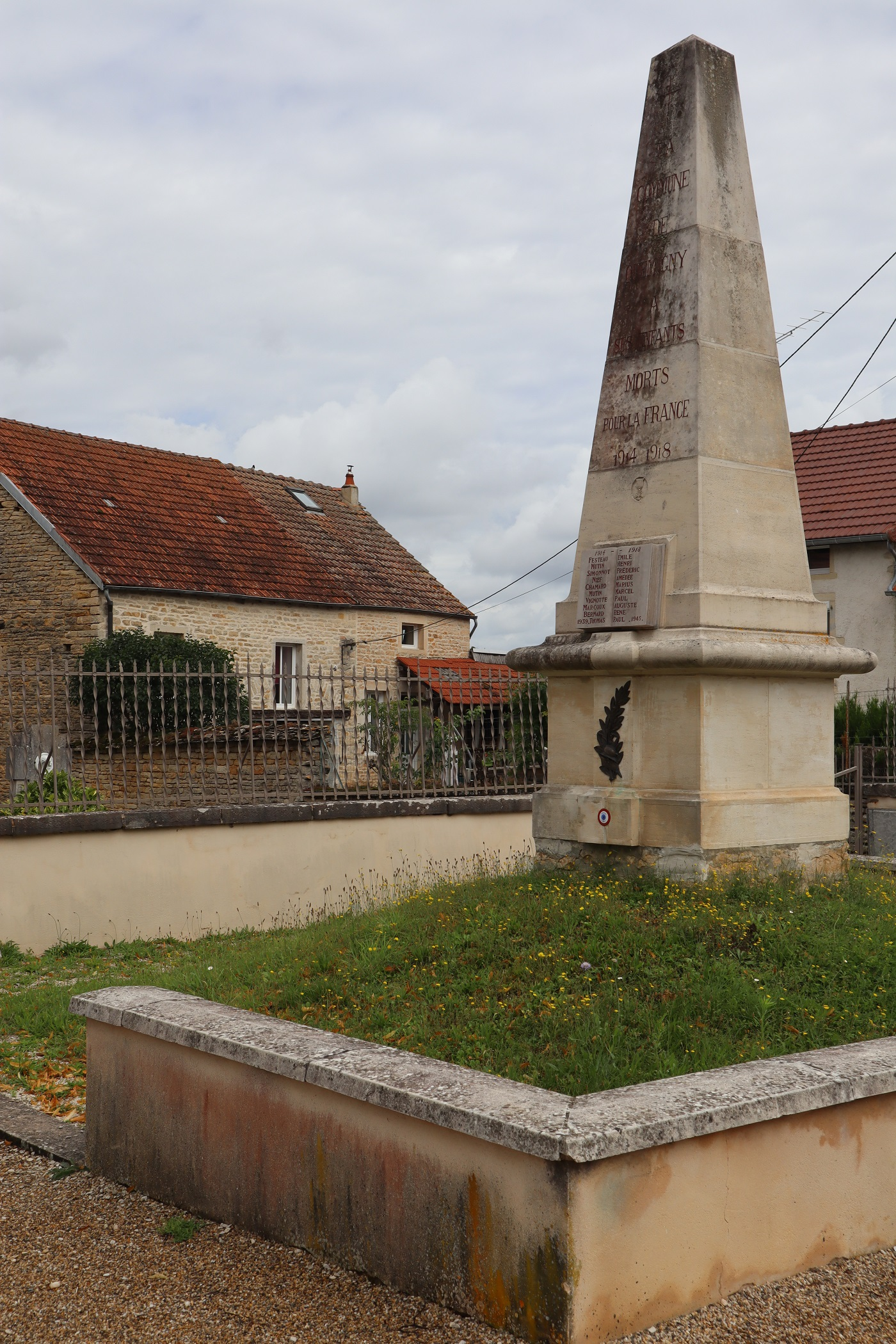
Le monument aux morts de Quemigny-Poisot.

#### Voies et lieux-dits
| 24 odonymes recensés à Valforêt au 6 mai 2025                                         | 24 odonymes recensés à Valforêt au 6 mai 2025 | 24 odonymes recensés à Valforêt au 6 mai 2025 | 24 odonymes recensés à Valforêt au 6 mai 2025 | 24 odonymes recensés à Valforêt au 6 mai 2025 | 24 odonymes recensés à Valforêt au 6 mai 2025 |
| Chemin                                                                                | Imp.                                          | Place                                         | Rue                                           | Voie                                          | Total                                         |
| ------------------------------------------------------------------------------------- | --------------------------------------------- | --------------------------------------------- | --------------------------------------------- | --------------------------------------------- | --------------------------------------------- |
| 6                                                                                     | 2                                             | 1                                             | 14                                            | 1                                             | 24                                            |
| Notes « N »                                                                           | 1. 2. 3. 4. 5.                                | 1. 2. 3. 4. 5.                                | 1. 2. 3. 4. 5.                                | 1. 2. 3. 4. 5.                                | 1. 2. 3. 4. 5.                                |
| Sources : OpenStretMap (Clémencey), OpenStreetMap (Quemigny) & OpenStreetMap (Poisot) |                                               |                                               |                                               |                                               |                                               |

### Héraldique
| Blason de Valforêt | Blason  | D'azur à deux chaînes d'argent passées en sautoir et mouvant des angles, accompagnées à dextre d'une quintefeuille boutonnée et à senestre d'un trèfle, à une clé contournée brochante, le tout d'or. |
| Blason de Valforêt | Détails | Combinaison des armes des communes de Clémencey et Quemigny-Poisot ayant fusionné le 1er janvier 2019 pour former Valforêt. Le statut officiel du blason reste à déterminer.                          |